# Cantone di Roquecourbe
Il Cantone di Roquecourbe era una divisione amministrativa dell'arrondissement di Castres.
È stato soppresso a seguito della riforma complessiva dei cantoni del 2014, che è entrata in vigore con le elezioni dipartimentali del 2015.
Comprendeva i comuni di:
- Burlats
- Lacrouzette
- Montfa
- Roquecourbe
- Saint-Germier
- Saint-Jean-de-Vals